# Sakamensk
Sakamensk (russisch Закаменск, burjatisch Захаамин хото Sachaamin choto) ist eine Stadt in der Republik Burjatien (Russland) mit 11.524 Einwohnern (Stand 14. Oktober 2010).

## Geographie
Die Stadt liegt in Transbaikalien, etwa 420 km südwestlich der Republikhauptstadt Ulan-Ude, im Tal des in die Dschida, einen linken Nebenfluss der Selenga, mündenden Modonkul. Sakamensk, an der Nordflanke des hier über 1800 Meter hohen Dschidagebirges gelegen, ist nur etwa acht Kilometer von der mongolischen Grenze entfernt.
Die Stadt Sakamensk ist Verwaltungszentrum des gleichnamigen Rajons.
Sakamensk ist über eine 245 Kilometer lange feste Straße mit der Station Dschida der Eisenbahnstrecke Ulan-Ude – Nauschki – Ulan Bator (Transmongolische Eisenbahn) verbunden und besitzt einen kleinen Flughafen.

## Geschichte
Sakamensk entstand 1893 als Bergwerkssiedlung mit dem Namen Gorodok (russisch für Städtchen). 1933 erfolgte die offizielle Ortsgründung mit Beginn des Abbaus einer Wolfram-Molybdän-Lagerstätte. 1944 erhielt es Stadtrecht und 1959 seinen heutigen Namen (nach einer seit dem 18. Jahrhundert bekannten russischen Bezeichnung für das Gebiet, Закамень/sakamen für hinter dem Stein bzw. Felsen, d. h. jenseits der Bergketten südlich des Baikalsees, z. B. Chamar-Daban).

### Bevölkerungsentwicklung
| Jahr | Einwohner |
| ---- | --------- |
| 1939 | 10.193    |
| 1959 | 13.751    |
| 1970 | 12.746    |
| 1979 | 13.227    |
| 1989 | 15.591    |
| 2002 | 12.709    |
| 2010 | 11.524    |

Anmerkung: Volkszählungsdaten

## Wirtschaft
Stadtbildbestimmend ist der Abbau der Erzlagerstätte südöstlich der Stadt und die Erzanreicherung im Dschida-Wolfram-Molybdän-Kombinat (Джидинский вольфрамово-молибденовый комбинат/ Dschidinski wolframowo-molibdenowy kombinat), welches hauptsächlich die Hüttenwerke des Ural beliefert. Daneben existieren Leichtindustrie und Bauwirtschaft.